# クロアイサ
クロアイサ（黒秋沙、Mergus octosetaceus） は、カモ目カモ科アイサ属に分類される鳥類。

## 分布
アルゼンチン北東部、パラグアイ南部、ブラジル南部のパラナ川水系上流域

## 形態
全長58センチメートル。翼長オス18.3-18.8センチメートル、メス18-18.4センチメートル。後頭から水平に羽毛が伸長する（冠羽）。頭部から頸部の羽衣は緑黒色、体上面の羽衣は緑がかった濃褐色。下面は灰色の羽毛で被われ、灰褐色の横縞が入る。雨覆や次列風切の色彩は白く、次列風切には黒い筋模様が3本入る。
虹彩は褐色。嘴の色彩は黒い。後肢の色彩は赤い。
オスは冠羽がより伸長する。

## 生態
流れが速く水深の浅い河川の周辺に生息する。渡りは行わない。昼行性。
食性は動物食で、主に魚類を食べるが昆虫、両生類なども食べる。
繁殖形態は卵生。樹洞に巣を作る。

## 人間との関係
開発による生息地の破壊、水質汚染などにより生息数は減少している。1922年以降は確実な発見例が無かったため絶滅したと考えられた事もあったが、1947年に再発見された。